# بوق

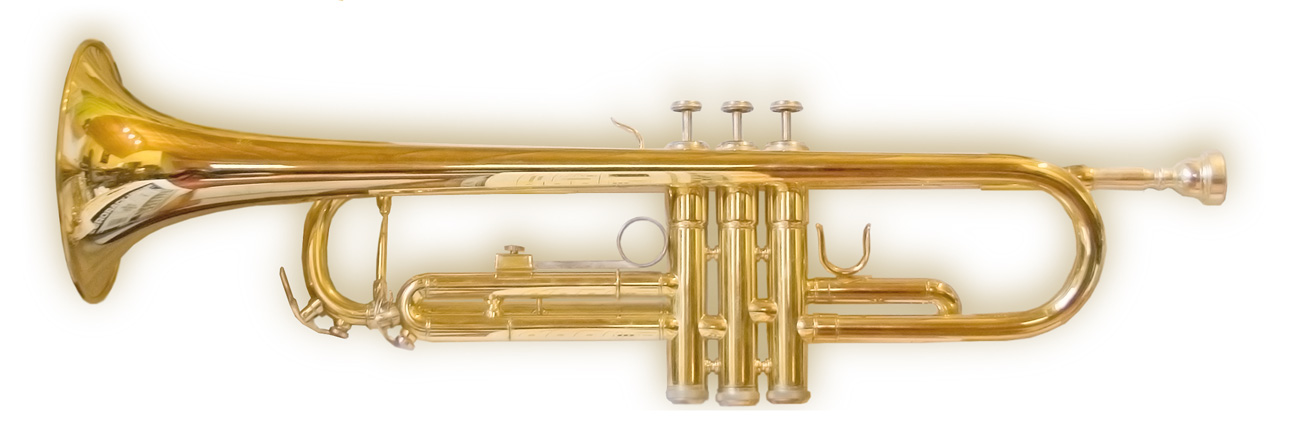
بوق غربي

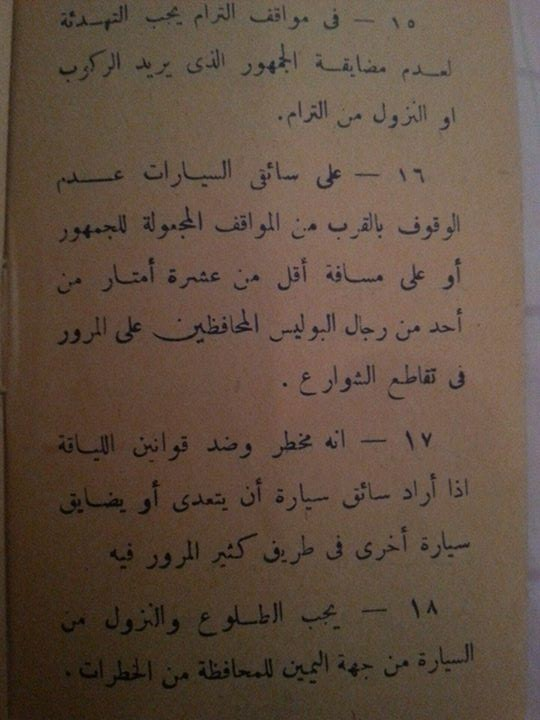
بوق السيارة مذكور في وثيقة رخصة مرور مصرية 1935م

البُوق (بالإيطالية: Buccina)‏ وهو بوق العسكر عند الروم، من (باللاتينية: Bucca) أي الفم ومنها جاءت الكلمة العامية المصرية «بُق» أي الفم. كما يصطلح في الرومية بكلمة Bucca على سهل البقاع كذلك.آلة نفخ نحاسية تصدر صوتا حادا. لها ثلاث صمامات للحصول على عدد متغير من النغمات. والضغط على صمام واحد يعطي أحد عشرة نغمة. يضم الأوركسترا عادة ثلاث أبواق، وأهم ما يميزها عن سواها من آلات النفخ النحاسية، أنها ذات أنابيب مستقيمة متوازية، أسطوانية الشكل في الغالب، بأنبوب الأخير ذي شكل مخروطي منساب في الاتساع تدريجيا حتى طرف يشبه الجرس.
يستخدم البوق في العديد من أنواع الموسيقى، بما فيها الموسيقى الكلاسيكية والجاز. من عازفو بوق المشاهير: لويس أرمسترونغ، مايلز ديفيس، ديزي غيليسبي، كليفورد براون، لي مورغان، فريدي هوبارد وماينارد فيرغسون.

## في القرآن
في سورة المدثر ذُكِرتْ كلمة «ناقور» {فإذا نُقِرَ في الناقور}، وذُكِرَتْ كلمة «الصور» 10 مرات، والناقور والصور هما آلتان كالبوق ينفخ فيهما، وذُكِر الناقور في القرآن حيث يذكر الصور الذي ينفخ فيـه المَلَك قبيل القيامة.